# Xystochroma clypeatum
Xystochroma clypeatum är en skalbaggsart som först beskrevs av Schwarzer 1923. Xystochroma clypeatum ingår i släktet Xystochroma och familjen långhorningar.
Artens utbredningsområde är:
- Costa Rica.
- Panama.
- Venezuela.

Inga underarter finns listade i Catalogue of Life.